# Biowelt
Biowelt (Eigenschreibweise: BIOwelt) ist ein seit September 2005 monatlich erscheinendes Wirtschaftsmagazin für den gesamten Biomarkt.
Die BIOwelt erscheint in der Convention Verlagsgesellschaft mbH mit Sitz in Osnabrück und Bochum. Geschäftsführer ist Trond Patzphal. Chefredakteurin der BIOwelt ist Heike van Braak. Seit 2005 berichtet das Fachmagazin Monat für Monat über Unternehmen und Unternehmer, Trends und Entwicklungen auf dem Biomarkt. Den Lesern im Handel, bei den Verarbeitern und in der Landwirtschaft bietet die BIOwelt nicht nur Marktinformationen und Nutzwert-Themen, sondern auch eine Einschätzung des aktuellen Geschehens – und fördern damit die Meinungsbildung und den Austausch in der Biobranche.

## Magazin
Die Zeitschrift erscheint im Magazin und berichtet zu den Schwerpunktthemen
- Nachrichten (Pressespiegel/Inland/Ausland)
- Macher (Verkaufskonzepte/Personalien)
- Markt (Nachrichten/Bericht/Storecheck)
- Management (Recht/Geld)
- Kosmetik
- Sortiment
- Messen
- Fachthema
- Service

## Jahrbuch
Seit 2009 veröffentlicht der Verlag ein BIOwelt Jahrbuch. Dabei handelt es sich um ein umfassendes Kompendium, das sich zum Ziel setzt, den gesamten Biomarkt von der ökologischen Landwirtschaft bis hin zum Handel transparent darzustellen. Ein umfangreicher Serviceteil mit Adressverzeichnis, Messekalender und Branchenchronik rundet das Jahrbuch ab.

## BIOwelt Award
Seit 2015 vergibt die BIOwelt-Redaktion einmal im Jahr im Vorfeld der Branchenmesse BIOFACH den BIOwelt Award. Ausgezeichnet werden mit ihm Unternehmen und Initiativen, die sich mit erfolgreichen Vermarktungskonzepten in besonderer Weise um die Professionalisierung und den Erhalt der Vielfalt in der Biobranche verdient gemacht haben. 
2015 wurden die EVG Landwege eG (Lübeck) und die Organix Biomarkt GmbH (Stuttgart) ausgezeichnet.
2016 die Münsteraner SuperBioMarkt AG.
2017 erhielt die Münchener Vollcorner Biomarkt GmbH den BIOwelt Award.
2018 die Biomarkt Naturata & Feine Räder Magdeburg e.K.
2019 Biomichel in Weilheim in Oberbayern.
2020 Naturgut GmbH – Nikolaos Tsiris in Stuttgart.
2021 (nicht vergeben)
2022 Ebl Naturkost GmbH & Co. KG – Gerhard Bickel – in Nürnberg
2023 Petersilchen – Paul Hagemeister – in Detmold